# Список керівників держав 733 року
Список керівників держав 733 року — це перелік правителів країн світу 733 року.
Список керівників держав 732 року — 733 рік — Список керівників держав 734 року — Список керівників держав за роками

## Європа
- Абазгія — Костянтин II (730—745)
- Айлех — Аед Аллан мак Фергайле (722—743)
- Айргіалла — до 825 невідомо
- Королівство Східна Англія — Ельфвальд (713—749)
- Королівство Астурія — Пелайо (718—737)
- Герцогство Баварія — Хугберт (725—736)
- Перше Болгарське царство — Кормесій (721—738)
- Брихейніог — Ауст (720—735)
- Волзька Болгарія — Ірхан (? — 765?)
- Венеційська республіка — Орсо Іпато (726—737)
- Вессекс — Етелард (726—740)
- Візантійська імперія — Лев III Ісавр (717—741)
  - Неаполітанське герцогство — Георгій (729—739)
  - Равеннський екзархат — Євтіхій (728—752)
- Королівство Гвент — Ітел III ап Морган (715—755)
- Гвікке — Етельрік (716—736)
- Королівство Гвінед — Родрі ап Ідвал (720—754)
- Дал Ріада — Еохайд III мак Ехдах (726—733); Альпін I (733); Муїредах мак Ейнбкеллах (733—736)
- конунґ данів — Онґенд (?—730?/735)
- Дівед — Теудос (730—760)
- Думнонія — король Дівнуал ап Ітел (715—750)
- Королівство Ессекс — Свефберт (715—738)
- Іберійське князівство — Гуарам III (693—748)
- Ірландія — верховний король Флайхбертах мак Лоїнгсіг (728—734)
- Королівство Кент — Едберт І (725—748)
- Король лангобардів — Лютпранд (712—744)
  - Герцогство Беневентське — Аделайз (732–733); Григорій (733–740)
  - Сполетське герцогство — Тразімунд II (724—739)
  - Герцогство Фріульське — Пеммо (706—739)
- Ленстер — Фаелан мак Мурхадо (728—738)
- Мерсія — Етельбальд (716—757)
- Морганнуг — Ітел III ап Морган (715—755)
- Коннахт — Катал МакМуйредах Муйлехан (728—735)
- Мунстер — Кахал III мак Фіґгуйне (721—742)
- Король піктів — Енгус I (732—761)
- Королівство Нортумбрія — Кеолвульф (729—737)
- Королівство Повіс — Елісед ап Гвілог (725—755)
- Королівство Сассекс — Етельберт (717/722—757)
- Сейсіллуг — Сейсілл ап Клідог (720—730/740)
- Стратклайд — Теудебур ап Белі (722—752)
- Улад — Аед Ройн (708—735)
  - Конайлле Муйрхемне — Амалгайд мак Кахасайг (688—741)
  - Ві Ехах Кобо — Конхад мак Куанах (733—735)
- Король Міде Домналл Міді мак Мурхада (715—763)
- Франкське королівство:
  - Австразія — Теодоріх IV (721—737)
  - Нейстрія — мажордом Карл Мартел (718—741)
  - Герцогство Васконія — персональна унія з герцогством Аквітанія; Одо Великий (676/700 — 735)
- Фризьке королівство — Поппо (719—734)
- Хозарський каганат — Біхар (730—755)
- Швеція — Гаральд Боєзуб (695? — 8 століття)
- Святий Престол — папа римський Григорій III (731—741)
- Вселенський патріарх — Анастасій (730—754)
  - Аль-Андалус — Абд аль-Малік ібн-Катан аль-Фіхрі (732—734)

## Азія
- Близький Схід:
  - Праведний халіфат — Хішам ібн Абдул-Малік (724—743)
  - Вірменський емірат — Марван ібн Мухаммед Кру (732—744)
- Індія:
  - Західні Ганги — Шріпуруша (726—788)
  - Пізні Гупти — Джівітагупта II (715/717 — 731/736)
  - Камарупа — Харшадева (725—745)
  - самраат Кашмірської держави Лалітадітья Муктапіда (724—760)
  - Династія Майтрака — Сіладітія IV (710—740)
  - Династія Паллавів — Нандіварман II (731—796)
  - Держава Пандья — Кочадаян Ранадхіран (710—735)
  - Раджарата — раджа Кассапа III (732—738)
  - Чалук'я — Віджаядітья Сат'яшрая (696—733); Вікрамадітья II (733—744)
  - Східні Чалук'ї — Вішну-вардхан III (719—755)
- Індонезія:
  - Шривіджая — Рудра Віккама (728—742)
- Китай:
  - Династія Тан — Сюань-цзун (712—756)
  - Тибетська імперія — Меагцом (704—755)
- Наньчжао — Мень Пілоге (728—748)
- Корея:
  - Об'єднана Сілла — ісагим (король) Сондок Великий (702—737)
  - Пархе — Му (719—737)
- Паган — король Теінга (726—734)
- Персія:
  - Дабуїди — Дадбурзмір (728—734)
- Середня Азія:
  - Тюргеський каганат — Сулук-чор (716—738)
  - Бухархудати — Туксбада II (724—738/739)
- Ченла — Пушкаракша (716—730)
- Японія — Імператор Сьому (724—749)

## Африка
- Аксумське царство — Асгвомгун (732—737)
- Праведний халіфат — Хішам ібн Абдул-Малік (724—743)
  - Некор (емірат) — Саліх І ібн Мансур (710—749)

## Північна Америка
- Мутульське царство — Уча'ан К'ін Б'алам (727—741)
- Баакульське царство — К'ініч-Акуль-Мо'-Наб III (721—736)
- Шукуупське царство — Вашаклахуун-Уб'аах-К'авііль (695—738)
- Яшчилан — Іцамнаах-Б'алам III (681—742)